# 米利亞納 (阿爾及利亞)
36°18′N 2°14′E / 36.300°N 2.233°E

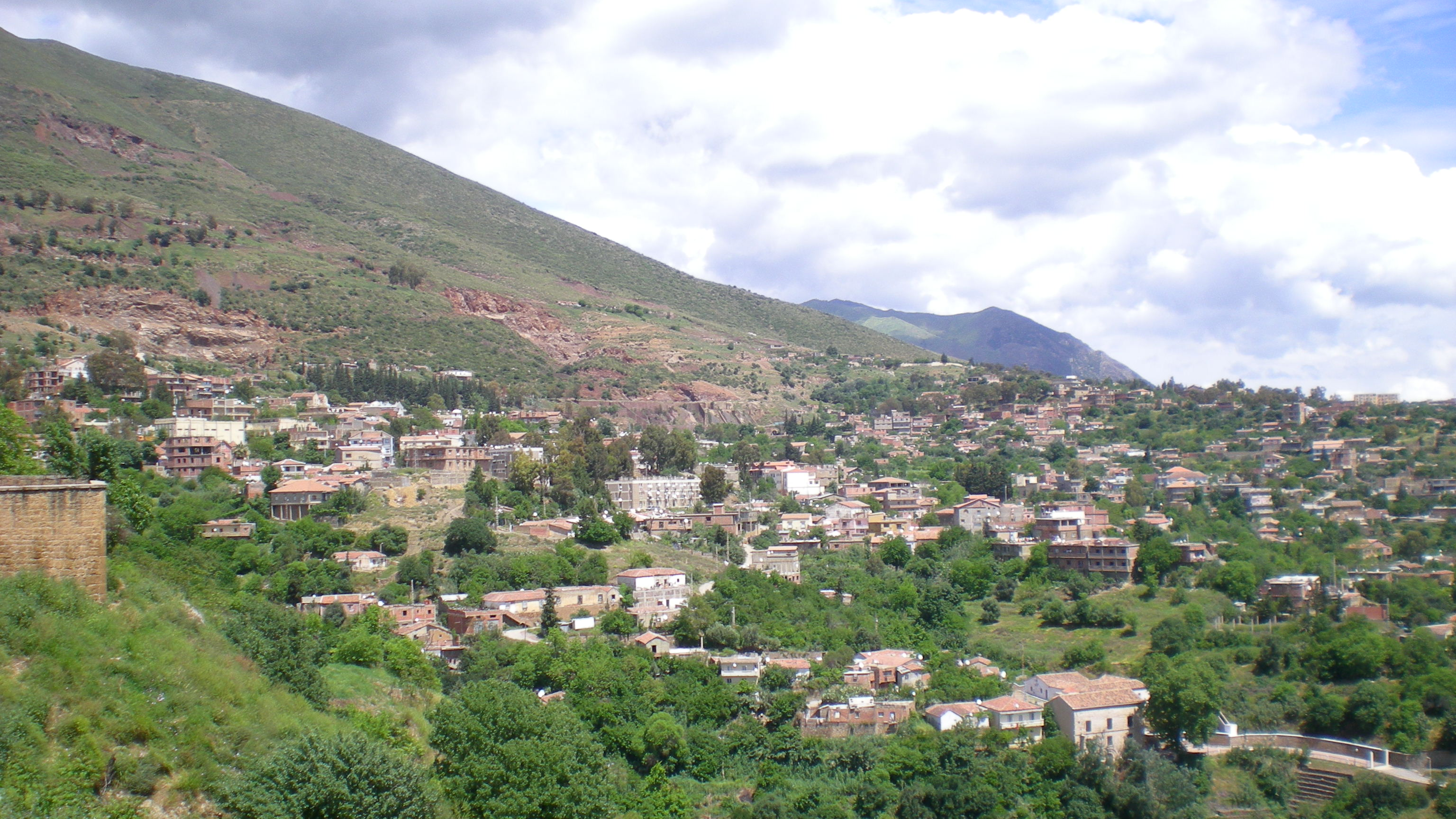

米利亞納（阿拉伯语：‎），是阿爾及利亞的城鎮，位於該國北部艾因迪夫拉省，是米利亞納區的首府，面積55平方公里，2008年人口44,201，人口密度每平方公里804人。